# Grusdewo (Kaliningrad, Neman)
Grusdewo (russisch Груздево, deutsch Brettschneidern) ist ein verlassener Ort im Rajon Neman der russischen Oblast Kaliningrad.
Die Ortsstelle befindet sich an dem kleinen Fluss Budarka (dt. Budup, 1938 bis 1945: Auerbach) etwa drei Kilometer nordwestlich von Kanasch (Jurgaitschen/Königskirch). Westlich verläuft die Föderalstraße A216, nördlich die Kommunalstraße 27K-187.

## Geschichte
Die Landgemeinde Brettschneidern entstand 1929 im Kreis Tilsit-Ragnit durch den Zusammenschluss der beiden Landgemeinden Groß Brettschneidern (s. u.) und Klein Brettschneidern (s. u.).
1945 kam der Ort in Folge des Zweiten Weltkrieges mit dem nördlichen Ostpreußen zur Sowjetunion. 1947 erhielt er (als Groß Brettschneidern) den russischen Namen Grusdewo und wurde gleichzeitig dem Dorfsowjet Kanaschski selski Sowet im Rajon Sowetsk zugeordnet. 1954 gelangte der Ort in den Nowokolchosnenski selski Sowet. Grusdewo wurde vor 1988 aus dem Ortsregister gestrichen.

### Einwohnerentwicklung
| Jahr | Einwohner |
| ---- | --------- |
| 1933 | 182       |
| 1939 | 177       |

### Groß Brettschneidern
Groß Brettschneidern, zunächst einfach Brettschneidern genannt, war um 1780 ein meliertes Dorf. Seit spätestens etwa 1820 trug der Ort den Beinamen Groß. 1874 wurde die Landgemeinde Groß Brettschneidern namensgebend für einen neu gebildeten Amtsbezirk im Kreis Niederung. Seit 1922 gehörte Groß Brettschneidern zum Kreis Tilsit-Ragnit.

#### Einwohnerentwicklung
| Jahr | Einwohner | Bemerkungen                 |
| ---- | --------- | --------------------------- |
| 1867 | 268       |                             |
| 1871 | 235       | davon im Abbau 155          |
| 1885 | 204       |                             |
| 1905 | 181       | davon 44 litauischsprachige |
| 1910 | 151       |                             |

### Klein Brettschneidern
Klein Brettschneidern (genaue Lage ?) lässt sich seit spätestens etwa 1820 als meliertes Dorf nachweisen. 1874 wurde auch die Landgemeinde Klein Brettschneidern dem Amtsbezirk Brettschneidern im Kreis Niederung zugeordnet. Seit 1922 gehörte Klein Brettschneidern zum Kreis Tilsit-Ragnit.

#### Einwohnerentwicklung
| Jahr | Einwohner |                             |
| ---- | --------- | --------------------------- |
| 1867 | 109       |                             |
| 1871 | 87        |                             |
| 1885 | 80        |                             |
| 1905 | 54        | davon 19 litauischsprachige |
| 1910 | 68        |                             |

### Amtsbezirk Brettschneidern 1874–1945
Der Amtsbezirk Brettschneidern wurde 1874 im Kreis Niederung eingerichtet. Er bestand zunächst aus sieben Landgemeinden (LG) und einem Gutsbezirk (GB). Seit 1922 gehörte der Amtsbezirk zum Kreis Tilsit-Ragnit. 1935 wurden die Landgemeinden in Gemeinden umbenannt.
| Name                       | Änderungsname von 1938 | Russischer Name nach 1945 | Bemerkungen |
| -------------------------- | ---------------------- | ------------------------- | --- |
| Alloningken (LG)           | Allingen               |                           | |
| Birkenwalde (GB)           |                        | Kljuschino                | seit 1928 LG, 1939 zur Gemeinde Allingen (ex Alloningken) |
| Groß Brettschneidern (LG)  |                        | Grusdewo                  | wurde 1929 mit der LG Klein Brettschneidern zur LG Brettschneidern zusammengelegt |
| Kaukwethen                 |                        |                           | 1928 zur LG Birkenwalde, 1939 aufgeteilt auf die Gemeinde Bartken im Amtsbezirk Argenbrück (ex Neu Argeningken) und die Gemeinde Tauern (ex Taurothenen) im Amtsbezirk Ehrenfelde (ex Eromeiten) |
| Kaukweth-Kludszen          | Raunenwalde            | Kitowo                    | 1929 zur LG Alloningken |
| Klein Brettschneidern (LG) |                        |                           | wurde 1929 mit der LG Groß Brettschneidern zur LG Brettschneidern zusammengelegt |
| Sandlauken (LG)            | Sandfelde              | Schtschukino              | |
| Seikwethen (LG)            | Ulmental               | Saizewo                   | |

Im Januar 1945 umfasste der Amtsbezirk Brettschneidern die vier Gemeinden Allingen, Brettschneidern, Sandfelde und Ulmental. Davon ist nur noch das ehemalige Seikwethen/Ulmental bewohnt.

## Kirche
(Groß u. Klein) Brettschneidern gehörte zum evangelischen Kirchspiel Jurgaitschen.